# Једљове Костољани
Једљове Костољани (слч. Jedľové Kostoľany) насељено је мјесто са административним статусом сеоске општине (слч. obec) у округу Злате Моравце, у Њитранском крају, Словачка Република.

## Становништво
| Година:    | 1994. | 2004.   | 2014.   | 2024.   |
| ---------- | ----- | ------- | ------- | ------- |
| Број људи: | 1079  | 1011    | 922     | 871     |
| Разлика:   |       | -6,30 % | -8,80 % | -5,53 % |

| Година:    | 2023. | 2024.   |
| ---------- | ----- | ------- |
| Број људи: | 879   | 871     |
| Разлика:   |       | -0,91 % |

Према подацима о броју становника из 2011. године насеље је имало 930 становника.